# Đất phèn tiềm tàng
Đất phèn tiềm tàng (theo phân loại FAO: Proto-Thionic Fluvisols) là đơn vị đất thuộc nhóm đất phù sa phèn. Đất phèn tiềm tàng được hình thành trong vùng chịu ảnh hưởng của nước có chứa nhiều sulfat. Trong điều kiện yếm khí cùng với hoạt động của vi sinh vật, sulfat bị khử để tạo thành lưu huỳnh và chất này sẽ kết hợp với sắt có trong trầm tích để tạo thành FeS2.
Thành phần khoáng vật của đất phù sa phèn vùng nhiệt đới có thể rất đa dạng và tùy thuộc chủ yếu vào nguồn gốc của vật liệu phù sa.

## Phẫu diện

Pyrit nằm trong tầng khử (màu xám đen) bị oxy hóa do oxy xâm nhập xuống, jarosit (màu vàng) và oxide sắt (màu nâu) được hình thành - Đất phèn vùng Đồng Tháp Mười-Việt Nam

Để có thể nhận dạng đất phèn, một trong những đặc điểm quan trọng nhất là hình thái phẫu diện đất. Do hiện diện trong điều kiện khử và có tầng sinh phèn nên thường nền đất có màu xám đen, nhất là nơi có chứa khoáng pyrit (FeS2). Mật độ và phân bố của các khoáng pyrit đủ để hình thành một tầng sinh phèn (sulfidic). Ngoài ra, trong phèn tiềm tàng có thể có nhiều hợp chất khác như H2S, các oxide Fe, Al, các hợp chất hữu cơ...Một số nơi, nền đất có thể có màu xám hơi xanh nhưng quan sát kỹ thì chúng ta có thể nhận dạng ra được những đốm đen chen lẫn trong đất. Đất kém phát triển, không thuần thục nên thường không có cấu trúc hoặc có cấu trúc rất yếu trên tầng mặt. Thường đất có chứa nhiều chất hữu cơ phân hủy đến bán phân hủy và có thể quan sát bằng mắt thường. Do phẫu diện đất thường được bão hòa nước thường xuyên nên ẩm độ đất khá cao ngay cả trong mùa khô

## Tính chất
Độ pH của đất phèn tiềm tàng nằm trong khoảng trung tính do môi trường đất ở điều kiện khử, chưa bị oxy hóa. Đối với đất phèn tiềm tàng bị ảnh hưởng mặn ở vùng duyên hải thì giá trị pH đất có thể lớn hơn 7,0. Tuy nhiên, khi bị oxy hóa thì pH có thể hạ xuống rất nhanh, khi đó pH có thể hạ thấp dưới 2,0.